# Crossotus plumicornis
Crossotus plumicornis là một loài bọ cánh cứng trong họ Cerambycidae.